# Blah Blah Blah (Ke$ha en 3OH!3)
Blah Blah Blah is een nummer uit 2010 van Ke$ha en 3OH!3. Voor Ke$ha is het de tweede single van haar debuutalbum Animal. Tevens bracht zij reeds een gecensureerde versie van dit nummer tijdens het negende seizoen van American Idol.

## Tracklist

### Cd-single
- 'Blah Blah Blah' - 2:52

### Download[1]
- 'Blah Blah Blah' - 2:52
- 'TiK ToK' (Joe Bermudez Club Mix) - 5:12

## Hitnotering
| "Blah Blah Blah" in de Nederlandse Top 40 - Binnen: 20-02-2010 | "Blah Blah Blah" in de Nederlandse Top 40 - Binnen: 20-02-2010 | "Blah Blah Blah" in de Nederlandse Top 40 - Binnen: 20-02-2010 | "Blah Blah Blah" in de Nederlandse Top 40 - Binnen: 20-02-2010 | "Blah Blah Blah" in de Nederlandse Top 40 - Binnen: 20-02-2010 | "Blah Blah Blah" in de Nederlandse Top 40 - Binnen: 20-02-2010 | "Blah Blah Blah" in de Nederlandse Top 40 - Binnen: 20-02-2010 |
| Week                                                           | 1                                                              | 2                                                              | 3                                                              | 4                                                              | 5                                                              |                                                                |
| -------------------------------------------------------------- | -------------------------------------------------------------- | -------------------------------------------------------------- | -------------------------------------------------------------- | -------------------------------------------------------------- | -------------------------------------------------------------- | -------------------------------------------------------------- |
| Nummer                                                         | 38                                                             | 35                                                             | 32                                                             | 32                                                             | 37                                                             | uit                                                            |

| "Blah Blah Blah" in de Nederlandse Single Top 100 Binnen: 13-02-2010 | "Blah Blah Blah" in de Nederlandse Single Top 100 Binnen: 13-02-2010 | "Blah Blah Blah" in de Nederlandse Single Top 100 Binnen: 13-02-2010 | "Blah Blah Blah" in de Nederlandse Single Top 100 Binnen: 13-02-2010 | "Blah Blah Blah" in de Nederlandse Single Top 100 Binnen: 13-02-2010 | "Blah Blah Blah" in de Nederlandse Single Top 100 Binnen: 13-02-2010 | "Blah Blah Blah" in de Nederlandse Single Top 100 Binnen: 13-02-2010 | "Blah Blah Blah" in de Nederlandse Single Top 100 Binnen: 13-02-2010 | "Blah Blah Blah" in de Nederlandse Single Top 100 Binnen: 13-02-2010 | "Blah Blah Blah" in de Nederlandse Single Top 100 Binnen: 13-02-2010 | "Blah Blah Blah" in de Nederlandse Single Top 100 Binnen: 13-02-2010 |
| Week                                                                 | 1                                                                    | 2                                                                    | 3                                                                    | 4                                                                    | 5                                                                    | 6                                                                    | 7                                                                    | 8                                                                    | 9                                                                    |                                                                      |
| -------------------------------------------------------------------- | -------------------------------------------------------------------- | -------------------------------------------------------------------- | -------------------------------------------------------------------- | -------------------------------------------------------------------- | -------------------------------------------------------------------- | -------------------------------------------------------------------- | -------------------------------------------------------------------- | -------------------------------------------------------------------- | -------------------------------------------------------------------- | -------------------------------------------------------------------- |
| Nummer                                                               | 97                                                                   | 77                                                                   | 84                                                                   | 96                                                                   | 77                                                                   | 72                                                                   | 75                                                                   | 94                                                                   | 91                                                                   | uit                                                                  |

| "Blah Blah Blah"' in de Vlaamse Ultratop 50 - binnen: 17-04-2010 | "Blah Blah Blah"' in de Vlaamse Ultratop 50 - binnen: 17-04-2010 | "Blah Blah Blah"' in de Vlaamse Ultratop 50 - binnen: 17-04-2010 | "Blah Blah Blah"' in de Vlaamse Ultratop 50 - binnen: 17-04-2010 | "Blah Blah Blah"' in de Vlaamse Ultratop 50 - binnen: 17-04-2010 |
| Week                                                             | 1                                                                | 2                                                                | 3                                                                |                                                                  |
| ---------------------------------------------------------------- | ---------------------------------------------------------------- | ---------------------------------------------------------------- | ---------------------------------------------------------------- | ---------------------------------------------------------------- |
| Nummer                                                           | 48                                                               | 49                                                               | 45                                                               | uit                                                              |